# Пондероса Парк (Колорадо)
Пондероса Парк (енгл. Ponderosa Park) насељено је место без административног статуса у америчкој савезној држави Колорадо.

## Демографија
По попису из 2010. године број становника је 3.232, што је 120 (3,9%) становника више него 2000. године.
| Група             | 2000.         | 2010.         |
| Белци             | 2.900 (93,2%) | 2.942 (91,0%) |
| Афроамериканци    | 17 (0,5%)     | 20 (0,6%)     |
| Азијати           | 15 (0,5%)     | 24 (0,7%)     |
| Хиспаноамериканци | 124 (4,0%)    | 181 (5,6%)    |
| Укупно            | 3.112         | 3.232         |